# Ralfsiales
Ralfsiales é uma ordem de macroalgas marinhas crustosas da classe Phaeophyceae (algas castanhas) que agrega três famílias.

## Descrição
A ordem Ralfsiales é um grupo de algas feofíceas conhecidas como "algas incrustantes", já que ocorrem incrustadas sobre o substrato rochoso costeiro. Este grupo foi definido tendo como base as semelhanças a nível do desenvolvimento do talo, estrutura celular, cloroplastos, órgãos reprodutivos e ciclo celular.
O talo é crustoso em pelo menos um dos estágios do ciclo de vida do organimos, ou nos estágios iniciais de desenvolvimento de um deles, com germinação do tipo discóide. As células apresentam um a vários cloroplastos sem pirenóides. Os zoidângios unilocular com ou sem paráfises. Os esporângios são pluriloculares intercaladas com células terminais estéreis.  O grupo apresenta sequências do gene rbcL distintas.

## Taxonomia e sistemática
Na sua presente circunscrição taxonómica a ordem Ralfsiales inclui as seguintes famílias:
- Mesosporaceae
  - Basispora  D.M.John & G.W.Lawson
  - Hapalospongidion  De A.Saunders
  - Mesospora  Weber-van Bosse
- Neoralfsiaceae
  - Neoralfsia P.-E.Lim & H.Kawai, 2007
- Ralfsiaceae Farlow, 1881

Uma classificação alternativa considera apenas duas famílias:
- Hapalospongidiaceae Reyes Gómez & León-Alvarez, 2017[8]
  - Hapalospongidion De A.Saunders, 1899
- Ralfsiaceae Farlow, 1881
  - Basispora D.M.John & G.W.Lawson, 1974
  - Jonssonia  S.Lund, 1959
  - Lithoderma  Areschoug, 1875
  - Myrionemopsis  P.Dangeard, 1968
  - Petroderma  Kuckuck, 1897
  - Porterinema  Waern, 1952
  - Ralfsia  Berkeley, 1843